# بورق (تفت)
بورق روستایی در دهستان دهشیر بخش مرکزی شهرستان تفت استان یزد ایران است.

## جمعیت
بر پایه سرشماری عمومی نفوس و مسکن در سال ۱۳۹۵ جمعیت این روستا ۹۳ نفر (۳۵خانوار) بوده‌است.